# Ожаровский, Владимир Фёдорович
Владимир Фёдорович Ожаровский (23 июня 1848, Санкт-Петербургская губерния — 23 августа 1911) — российский военачальник, участник русско-японской войны.
Потомственный дворянин.

## Биография
- 19 июня 1864 — Окончил 2-ю Санкт-Петербургскую военную гимназию, вступил в службу.
- 8 августа 1866 — Окончил полный курс 1-го военного Павловского училища и был зачислен подпоручиком в 64-й пехотный Казанский полк с прикомандированием к лейб-гвардии Волынскому полку.
- 21 декабря 1867 — Перевёлся прапорщиком в лейб-гвардии Финляндский пехотный полк.
- 28 марта 1871 — Подпоручик гвардии.
- 10 февраля 1872 — Поручик гвардии (за отличие по службе); прикомандирован к 1-му военному Павловскому училищу[1].
- 30 мая 1875 — Штабс-капитан гвардии.
- 30 мая 1877 — Капитан гвардии.
- 25 октября 1883 — Подполковник, командир 1-го пешего батальона Забайкальского казачьего войска.
- 14 мая 1885 — Полковник, командир 3-го Восточно-Сибирского линейного батальона.
- 1888 — И. д. коменданта Хабаровска, начальник Хабаровского военного полугоспиталя.
- 13 мая 1890 — Командир 71-го пехотного Коротоякского резервного батальона.
- 20 ноября 1891 — Командир 38-го пехотного Тобольского полка.
- 1896 — И. д. командира 1-й бригады 10-й пехотной дивизии.
- 1898 — командирован в Главный Штаб членом комиссии по пересмотру окладов содержания офицерских чинов. За успешное выполнение особого поручения объявлено Высочайшее благоволение[1].
- 24 октября 1899 — Генерал-майор, командир 1-й бригады 6-й пехотной дивизии.
- 16 апреля 1903 — Начальник 58-й резервной бригады.
- 1904 — Командующий 44-й пехотной дивизией в составе 3-й Маньчжурской армии.
- 6 декабря 1906 — Генерал-лейтенант.
- 14 декабря 1906 — Губернатор Оренбурга, наказной атаман Оренбургского казачьего войска.
- 23 августа 1911 — Скончался в Варшаве.
- 4 сентября 1911 — Исключён из чинов по казачьим войскам и произведён в чин генерала от инфантерии.

Похоронен на Вольском православном кладбище.

## Награды
- Орден Св. Анны 3-й ст. (1891)
- Орден Св. Станислава 2-й ст. (1888)
- Орден Св. Анны 2-й ст. (1892)
- Орден Св. Владимира 4-й ст. (1895)
- Орден Св. Владимира 3-й ст. (1899)
- Орден Св. Станислава 1-й ст. (1903)
- Орден Св. Анны 1-й ст. (1906) — «за отлично-усердную службу и труды, понесённые во время военных действий»
- Орден Св. Владимира 2-й ст. (1910)

## Семья
Был женат на вдове священника Дебрского Александре Фёдоровне ур.Петрова ( род. 7 дек. 1860), уроженке Оренбургской губернии, имел детей: от первого брака жены —  Александру, Ольгу, Римму, и трёх родных —  Фёдора, Михаила и Сергея.